# Acanthochitona imperatrix
Acanthochitona imperatrix är en blötdjursart som beskrevs av Watters 1981. Acanthochitona imperatrix ingår i släktet Acanthochitona och familjen Acanthochitonidae. Inga underarter finns listade i Catalogue of Life.